# HuffPost
HuffPost (trước đây là The Huffington Post, viết tắt HuffPo) là một trang tin tức trực tuyến và blog về tin tức và ý kiến của Mỹ. Quan điểm trên trang web hướng về chính trị cánh tả. Trang được thành lập vào năm 2005 bởi Andrew Breitbart, Arianna Huffington, Kenneth Lerer và Jonah Peretti. Trang cung cấp tin tức địa phương, châm biếm, blog, và nội dung gốc (bao gồm chính trị, kinh doanh, giải trí, môi trường, công nghệ, phương tiện truyền thông phổ biến, lối sống, văn hóa, hài kịch và sở thích phụ nữ.
Huffington Post được ra mắt vào ngày 9 tháng 5 năm 2005, dưới dạng là một trang web bình luận, blog và tin tức như tổng hợp. Vào ngày 7 tháng 2 năm 2011, AOL mua lại The Huffington Post với giá 315 triệu đô la Mỹ, Arianna Huffington trở thành tổng biên tập của Tập đoàn truyền thông Huffington Post. Trang web này là một phần của Verizon Communications, công ty đã mua AOL vào ngày 12 tháng 5 năm 2015 với giá 4,4 tỷ USD.
Vào tháng 7 năm 2012, Huffington Post được xếp hạng 1 trong danh sách 15 trang web chính trị phổ biến nhất theo Xếp hạng eBizMBA Năm 2012, The Hufington Post trở thành doanh nghiệp truyền thông kỹ thuật số đầu tiên giành giải Pulitzer.

## Lịch sử
The Huffington Post được ra mắt vào ngày 9 tháng 5 năm 2005, dưới dạng là một trang web bình luận, blog và tin tức như tổng hợp. Được thành lập bởi Arianna Huffington, Andrew Breitbart, Kenneth Lerer và Jonah Peretti, với một cộng đồng tích cực, có khoảng một triệu bình luận được đưa ra trên trang web mỗi tháng.
Sau khi mua lại trang web của Verizon vào tháng 8 năm 2016, Arianna Huffington đã từ chức tổng biên tập lâu năm để theo đuổi các dự án khác, vào tháng 12 năm đó cô được kế nhiệm bởi Lydia Polgreen.
Vào tháng 4 năm 2017, Polgreen thômg báo sẽ đổi tên thương hiệu, trang web được đổi tên thành HuffPost và công bố những thay đổi quan trọng đối với việc thiết kế lại trang web và logo của công ty. Thiết kế đi kèm với những thay đổi về mặt nội dung và báo cáo của trang web.

### Phiên bản địa phương
Vào khoảng tháng 6 năm 2007, trang web ra mắt phiên bản địa phương đầu tiên của nó, HuffPost Chicago. Vào tháng 6 năm 2009, HuffPost New York được ra mắt, và sau đó là HuffPost Denver vào tháng 9 năm 2009, và HuffPost Los Angeles  ra mắt vào tháng 12 năm đó. Năm 2011, ba phiên bản cho các khu vực mới được đưa ra: HuffPost San Francisco vào ngày 12 tháng 7, HuffPost Detroit, vào ngày 17 tháng 11, và HuffPost Miami vào tháng 11. HuffPost Hawaii được vận hành từ sự cộng tác của cơ quan điều tra và dịch vụ tin tức Honolulu Civil Beat vào ngày 4 tháng 9 năm 2013.

### Phiên bản quốc tế
The Huffington Post ra mắt phiên bản quốc tế đầu tiên là HuffPost Canada vào ngày 26 tháng 5 năm 2011. Ngày 6 tháng 7 cùng năm, Huffington Post UK đã ra mắt là phiên bản tại Anh. Vào ngày 23 tháng 1 năm 2012, Huffington, hợp tác với Le Monde và Les Nouvelles Editions Indépguardes, ra mắt Le Huffington Post, lần đầu tiên công bố phiên bản tiếng Pháp ở một quốc gia không nói tiếng Anh. Vào ngày 8 tháng 2, một phiên bản tiếng Pháp khác được ra mắt tại Quebec, Canada. Vào tháng 5, một phiên bản tiếng Tây Ban Nha có trụ sở tại Hoa Kỳ được ra mắt dưới tên HuffPost Vocales, thay thế cho nền tảng tin tức Tây Ban Nha của AOL là la AOL Latino. Tháng sau, một phiên bản cho Tây Ban Nha đã được công bố, cũng như một phiên bản cho Đức. Vào ngày 24 tháng 9, một ấn bản tiếng Ý, L'Huffington Post, đã được ra mắt, được chỉ đạo bởi nhà báo Lucia Annunziata phối hợp với công ty truyền thông Gruppo. Vào ngày 6 tháng 5 năm 2013, phiên bản cho Nhật Bản đã được công bố với sự cộng tác của Asahi Shimbun, phiên bản đầu tiên ra mắt tại một quốc gia châu Á. Với sự ra mắt của Al Huffington Post, có phiên bản tiếng Pháp thứ ba, lần này là cho khu vực Maghreb. Vào ngày 10 tháng 10, Huffington Post Deutschland có trụ sở tại München và hợp tác với tạp chí Focus. Vào tháng 1 năm 2014, Arianna Huffington và Nicolas Berggruen đã công bố ra mắt WorldPost, tạo ra trong quan hệ đối tác với Viện Berggruen. Những người đóng góp cho WorldPost gồm cựu thủ tướng Anh Tony Blair, Giám đốc điều hành Google Eric Schmidt, tiểu thuyết gia Jonathan Franzen và nhạc sĩ Mã Hữu Hữu. Vào ngày 29 tháng 1 năm 2014, phiên bản Brasil ra mắt với tên Brasil Post, hợp tác cùng Abril Group, công ty Mỹ Latinh. Vào tháng 9 năm 2014, Huffington Post tuyên bố họ sẽ ra mắt một bản tại Hy Lạp, Ấn Độ và giới thiệu HuffPost Arabi, một phiên bản tiếng Ả Rập của trang web. Vào ngày 18 tháng 8 năm 2015, HuffPost Australia được ra mắt. Huffington Post đã lên kế hoạch ra mắt phiên bản Trung Quốc vào năm 2015 nhưng chưa được (kể từ năm 2019). Do kiểm soát phương tiện nghiêm ngặt, nội dung của phiên bản tiếng Trung sẽ không bao gồm báo cáo tin tức quan trọng, chỉ có giải trí và lối sống. Vào ngày 21 tháng 11 năm 2016, HuffPost Africa được ra mắt.
Một số phiên bản lớn, đáng chú ý nhất là Nam Phi và Úc, đã ngừng cung cấp các nội dung mới. Một báo cáo vào tháng 1 năm 2018 cho biết phiên bản tiếng Đức sẽ ngừng hoạt động vào ngày 31 tháng 3.

## Nội dung
HuffPost là một trang web tin tức và ý kiến có cả phiên bản địa phương cũng như phiên bản quốc tế được thành lập bởi Arianna Huffington, Kenneth Lerer, Jonah Peretti và Andrew Breitbart, cùng với nhiều chuyên mục. Trang này cung cấp tin tức, châm biếm, blog, và nội dung gốc: chính trị, kinh doanh, giải trí, môi trường, công nghệ, phương tiện truyền thông, lối sống, văn hóa, hài kịch và sở thích phụ nữ. Trang web ban đầu được ra mắt để bình luận, viết blog và tin tức tổng hợp.
Chiến lược ban đầu của HuffPost là tạo ra các câu chuyện và được tối ưu hóa dựa trên các từ khóa xu hướng, chẳng hạn như "Mấy giờ Super Bowld sẽ diễn ra?"  Vào tháng 1 năm 2011, HuffPost đã nhận được 35% lưu lượng truy cập từ các công cụ tìm kiếm, so với 20% của CNN.com. Chiến lược này nhanh chóng ảnh hưởng đến giám đốc điều hành AOL là Tim Armstrong, anh đã cố hoạt động báo chí tại AOL ngay thời điểm họ mua lại HuffPost.

## Giải thưởng
- Vào năm 2012, Huffington Post đã giành giải Pulitzer cho loạt bài 10 phần của phóng viên quân sự David Wood về các cựu chiến binh.[62][63]
- Huffington Post là người chiến thắng giải Webby lần thứ 14 vào năm 2010.[64] và là người chiến thắng tại New York City Hot 125 của Lead411.[65] Huffington Post mất iải thưởng Webby năm 2010 cho "Blog chính trị hay nhất cho Truthdig".[66]
- Huffington Post nhận được giải Peabody năm 2010 cho "Trafficky: A Youth Radio Invest".[67]
- Huffington Post được xếp thứ hai trong số 25 "Blog hay nhất năm 2009" theo Time.[68]
- Huffington Post đã giành giải Webby năm 2006 và 2007 cho Blog chính trị hay nhất.
- Người đóng góp cho Huffington Post, Bennet Kelley, đã nhận giải Báo chí Nam California năm 2007 của Câu lạc bộ Báo chí Los Angeles cho "Bình luận trực tuyến".[69] và cho "Bình luận chính trị".[70]
- The Huffington Post được The Observer xếp hạng là blog quyền lực nhất thế giới vào năm 2008.[71]
- Đồng sáng lập Huffington Post, Arianna Huffington, được Forbes xếp hạng 12 trong danh sách "Phụ nữ ảnh hưởng nhất ngành truyền thông" vào năm 2012.[72] Cùng năm đó, cô đã được xếp hạng 42 trong "Top 100 in Media List" của The Guardian.[73]
- Năm 2015, Huffington Post được đề cử cho Giải thưởng Hồi giáo Anh.[74]